# نافاس (برشلونة)
بلدية ناباس (بالكاتالانية: Navàs) هي إحدى بلديات مقاطعة برشلونة، والتي تقع في منطقة كاتالونيا، شرق إسبانيا.
يبلغ عدد سكانها 5.959 نسمة وفقاً لإحصائية سنة (2007).

## أعلام
- جوردي سيمون
- سالفا أركو